# Bout-de-Zan et la Torpille
Bout-de-Zan et la Torpille è un cortometraggio muto del 1916 diretto da Louis Feuillade.

## Produzione
Il film fu prodotto dalla Société des Etablissements L. Gaumont.

## Distribuzione
Distribuito dalla Société des Etablissements L. Gaumont, uscì nelle sale cinematografiche francesi nel settembre 1916.